# Comté de Scott (Indiana)
Pour les articles homonymes, voir Scott et Comté de Scott.
Le comté de Scott  est un comté de l'État de l'Indiana, aux États-Unis. Il comptait 22 960 habitants en 2000. Son siège est Scottsburg.